# ياشيو (سايتاما)
مدينة ياشيو (بالإنجليزية: Yashio)‏ هي أحد المدن التابعة لمحافظة سايتاما. تأسست رسميًا في 15/01/1972. ويقدر عدد سكانها بـ 78601 نسمة حسب تقدير مكتب الإحصاء الياباني لعام 2012. تبلغ مساحة ياشيو 18.03 كم2. بكثافة سكانية تبلغ 4359 نسمة/كم2.

## أعلام
- كيمورا ساأوري